# Hadda be Playin' on a Jukebox
Hadda be Playin' on a Jukebox (tradotto in italiano: doveva essere suonato su un juke-box) è un poema scritto da Allen Ginsberg nel 1975. È stato eseguito dal vivo e messo in musica dai Rage Against the Machine ed è incluso nel loro album Live & Rare.
Il poema ruota attorno a vari eventi degli anni sessanta e settanta, compreso l'assassinio di Kennedy e il massacro della Kent State University, come parte di una tendenza più ampia. Ginsberg si riferisce alla guerra fredda come a guerre di bande attraverso gli oceani e chiama il capitalismo un vortice di questa rabbia ed una competizione uomo contro uomo.